# Phaonia longifurca
Phaonia longifurca este o specie de muște din genul Phaonia, familia Muscidae, descrisă de Xue în anul 1984. Conform Catalogue of Life specia Phaonia longifurca nu are subspecii cunoscute.